# Limodorum abortivum
Limodorum abortivum là một loài lan duy nhất trong chi Limodorum. Đây là loài bản địa của châu Âu, đặc biệt là vùng Địa Trung Hải.
 Tư liệu liên quan tới Limodorum abortivum tại Wikimedia Commons

## Hình ảnh

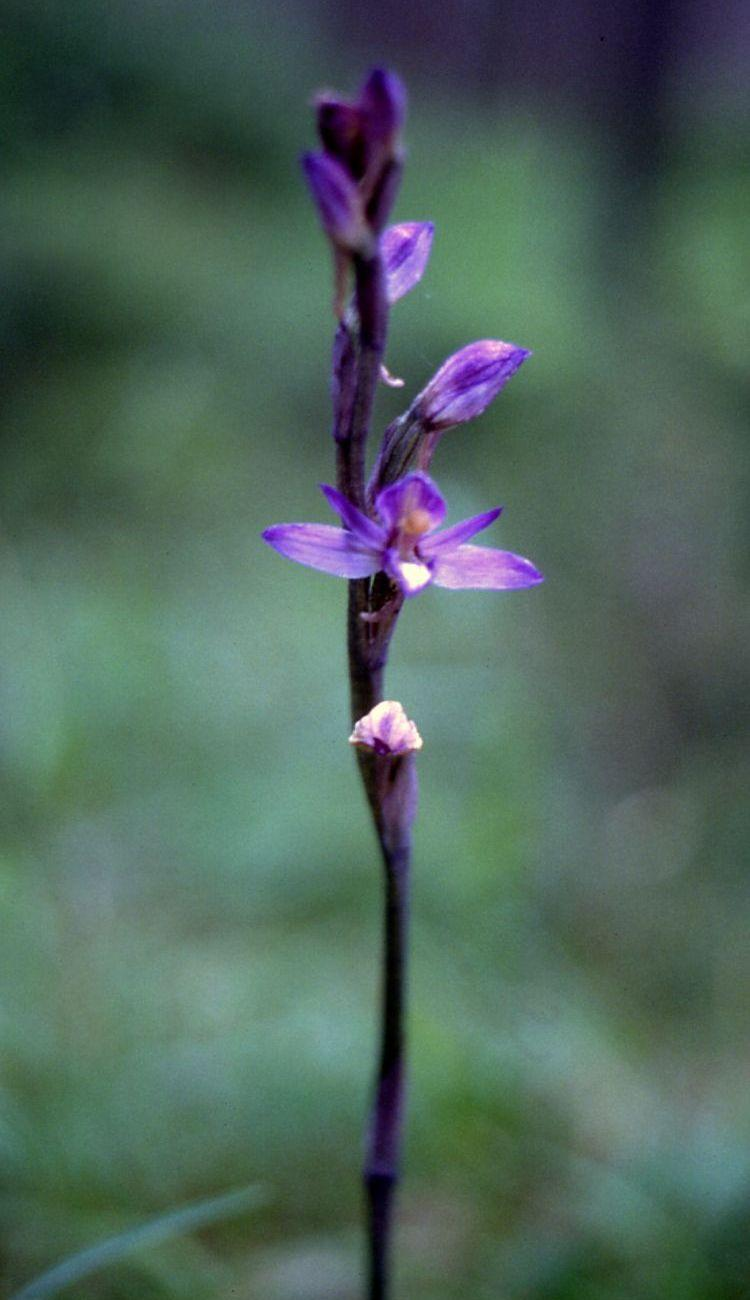
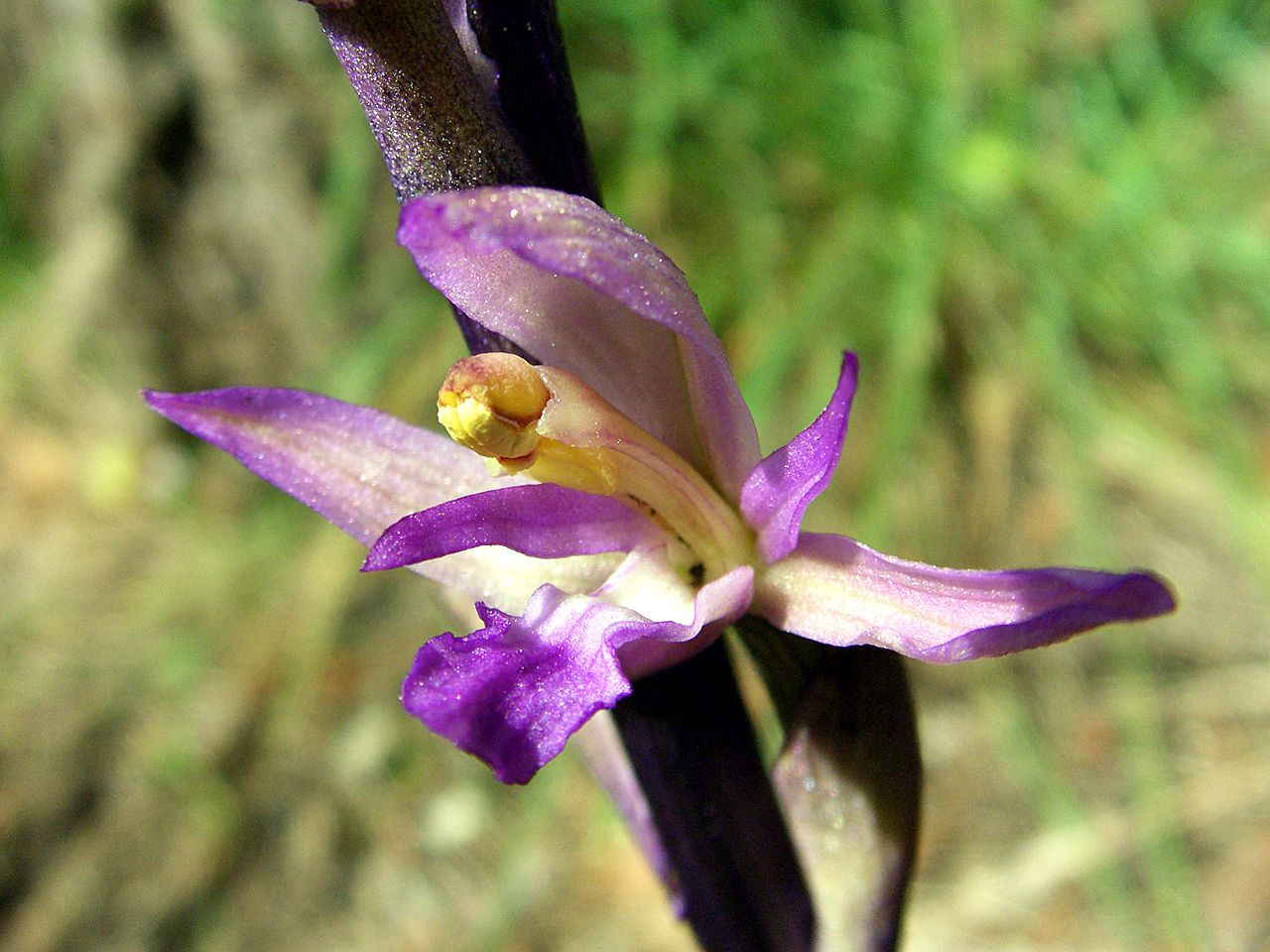
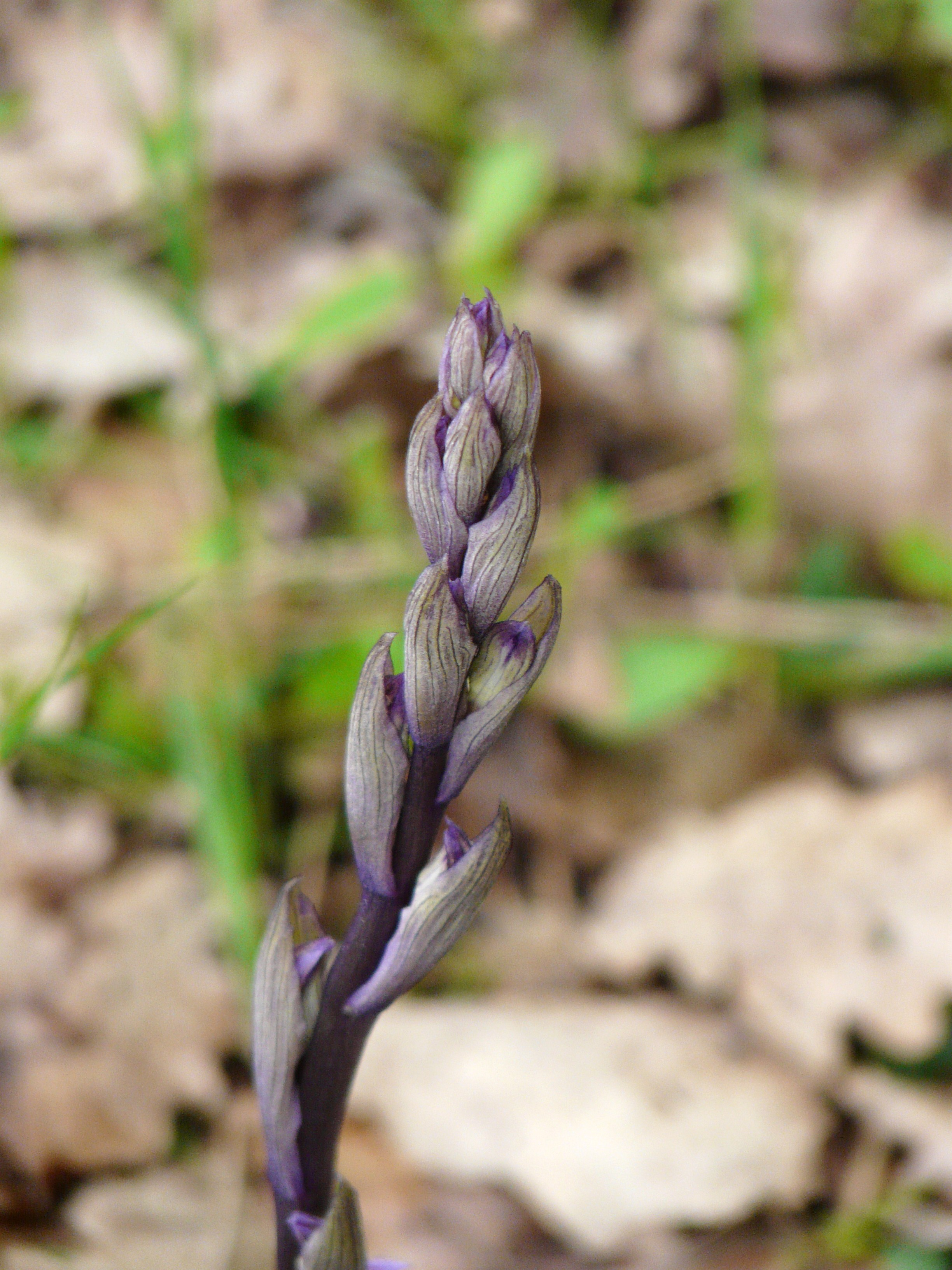
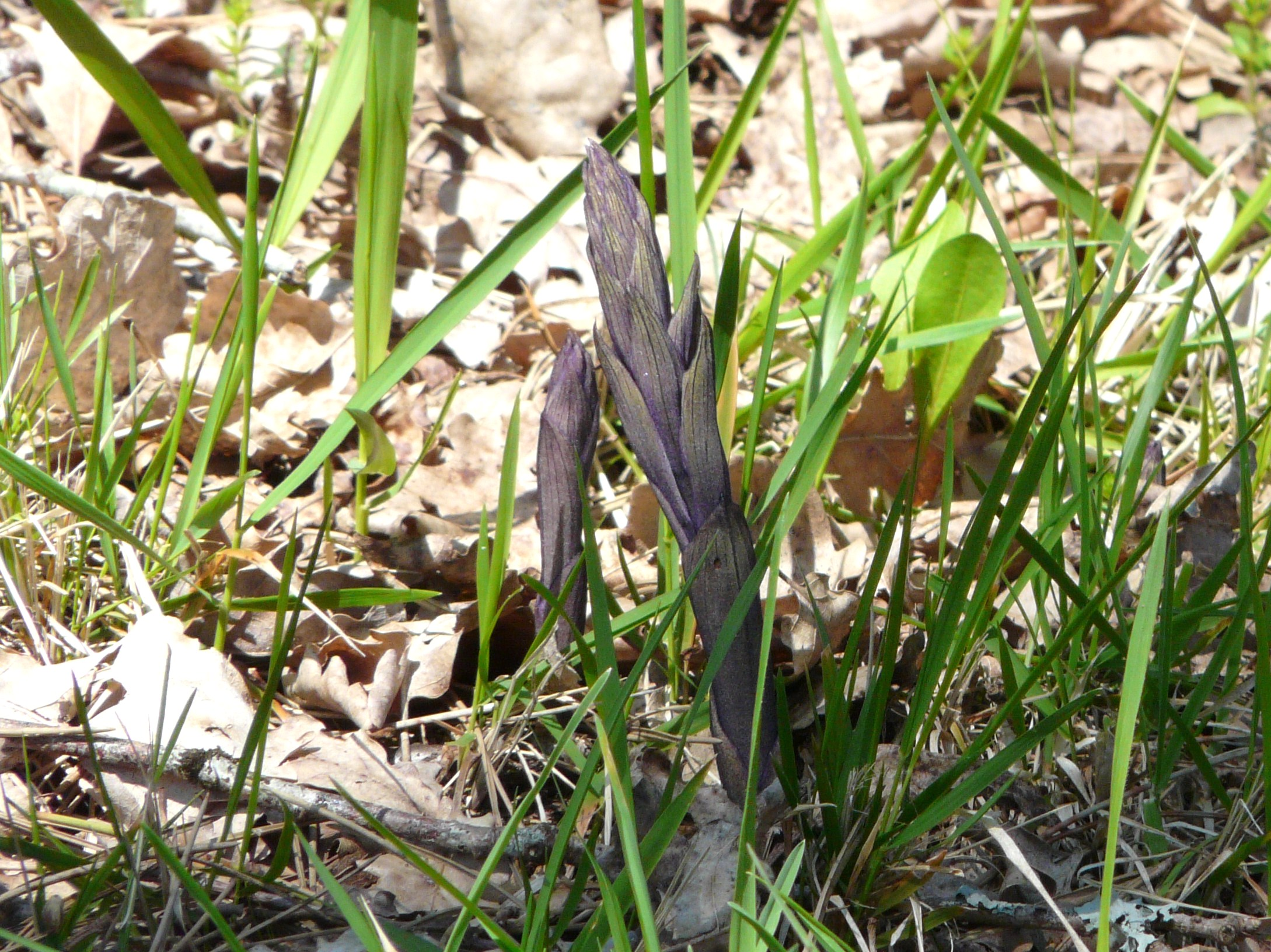